# Constante de Gelfond
Em matemática, a constante de Gelfond, nomeada em memória de Alexander Gelfond, é eπ, isto é, e na potência π. Assim como e e π, esta constante é um número transcendental. Isto foi estabelecido a primeira vez por Gelfond e pode atualmente ser considerado uma aplicação do teorema de Gelfond-Schneider, observando que
{\displaystyle e^{\pi }\;=\;(e^{i\pi })^{-i}\;=\;(-1)^{-i}}
sendo i a unidade imaginária. Como −i é algébrico, mas certamente não racional, eπ é transcendental. A constante foi mencionada no sétimo problema de Hilbert. Uma constante relacionada é {\displaystyle 2^{\sqrt {2}}}, conhecida como constante de Gelfond–Schneider. O valor relacionado π + eπ é também irracional.

## Valor numérico
A expansão decimal da constante de Gelfond começa com
{\displaystyle e^{\pi }\approx 23.14069263277926\dots \,.}
Se definirmos {\displaystyle \scriptstyle k_{0}\,=\,{\tfrac {1}{\sqrt {2}}}} e
{\displaystyle k_{n+1}={\frac {1-{\sqrt {1-k_{n}^{2}}}}{1+{\sqrt {1-k_{n}^{2}}}}}}
para {\displaystyle n>0}, então a sequência
{\displaystyle (4/k_{n+1})^{2^{-n}}}
converge rapidamente para {\displaystyle e^{\pi }}.

## Peculiaridades geométricas
O volume da bola n-dimensional é dado por:
{\displaystyle V_{n}(R)={\pi ^{\frac {n}{2}}R^{n} \over \Gamma ({\frac {n}{2}}+1)}.}
sendo {\displaystyle R} seu raio e {\displaystyle \Gamma } é a função gama. Qualquer bola unitária de dimensionalidade par tem volume:
{\displaystyle V_{2n}(1)={\frac {\pi ^{n}}{n!}}\ }.
Somando todos os volumes das bolas unitárias de dimensionalidade par obtemos:
{\displaystyle \sum _{n=0}^{\infty }V_{2n}(1)=e^{\pi }.}